# Медресе Рахмонкула
Медресе Рахмонкула (Медресе Рахмонкул) (узб. Rahmonqul madrasasi) — медресе в историческом центре Бухары (Узбекистан), воздвигнутое в 1794—1795 годах при узбекском правителе Шахмураде (1785–1800) на средства некоего Рахмонкула. Расположено на улице им. Мирзо Фаяза махалли им. Имама Бухари.
Архитектурный памятник входит в «Национальный перечень объектов недвижимости материального культурного наследия Узбекистана». В настоящее время является объектом туристического сервиса.
Государственная программа предусматривала капитальное восстановление и реставрацию медресе в 2013 году.